# Ligue franc-catholique
La Ligue franc-catholique était une association antimaçonnique fondée par le chanoine Schæffer en 1927 qui remplaça Ligue anti-judéo-maçonnique fondée par Ernest Jouin en 1913. Elle publie la Revue internationale des sociétés secrètes.

## Publications
- Chanoine Schæffer, Les sœurs du très saint sauveur, Editions Niederbronn.
- Ligue franc-catholique, La franc-maçonnerie allemande pendant la guerre : les loges militaires de campagne, Paris : Revue internationale des sociétés secrètes, 1918, 88 p[2].